# Selma Rosenfeld

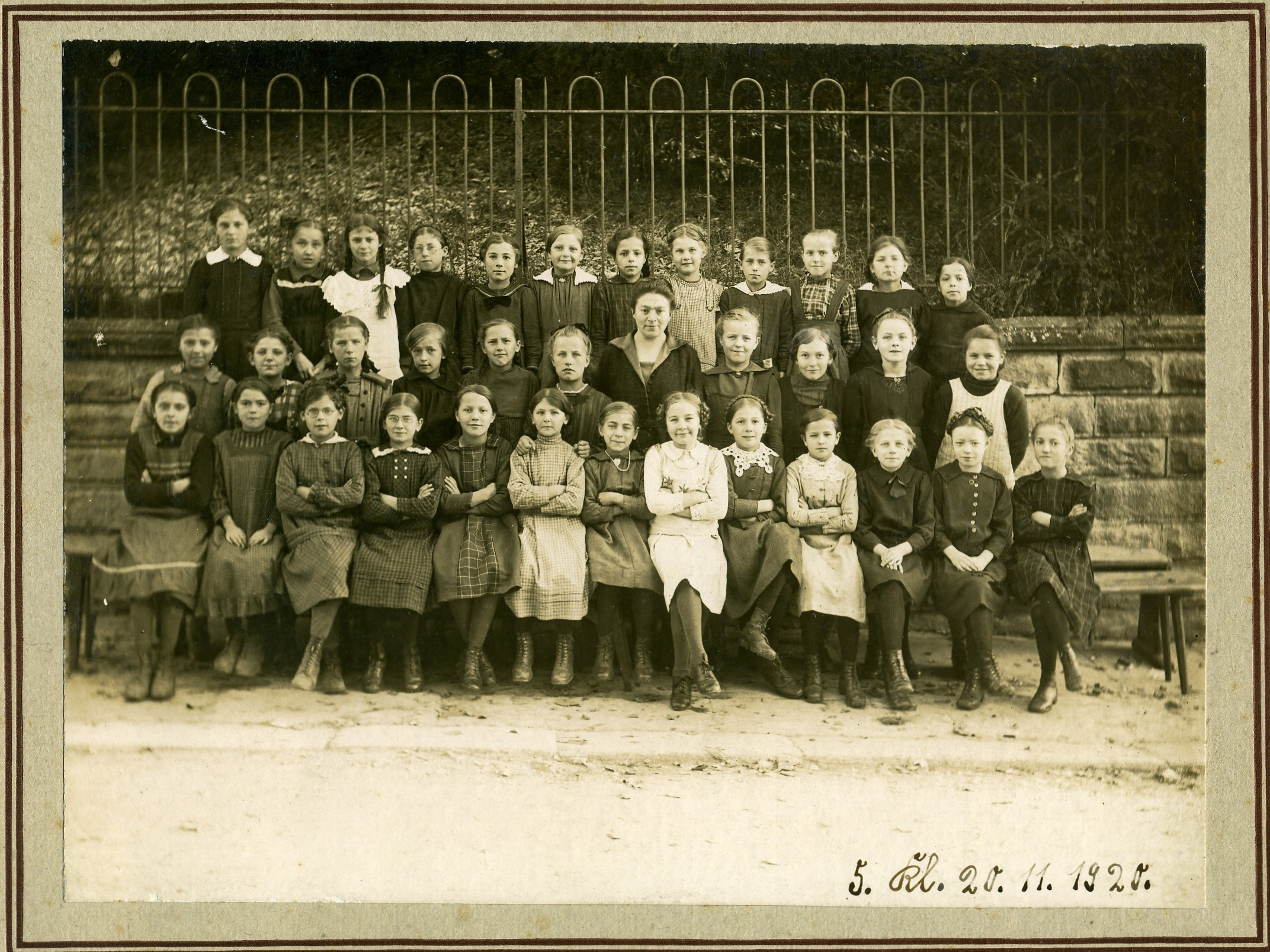
Selma Rosenfeld mit Schulklasse, 1920

Selma Rosenfeld (16. August 1892 in Eppingen – 3. November 1984 in Los Angeles, Kalifornien) war Lehrerin, Professorin und hielt Vorträge über deutsche Literatur.

## Leben

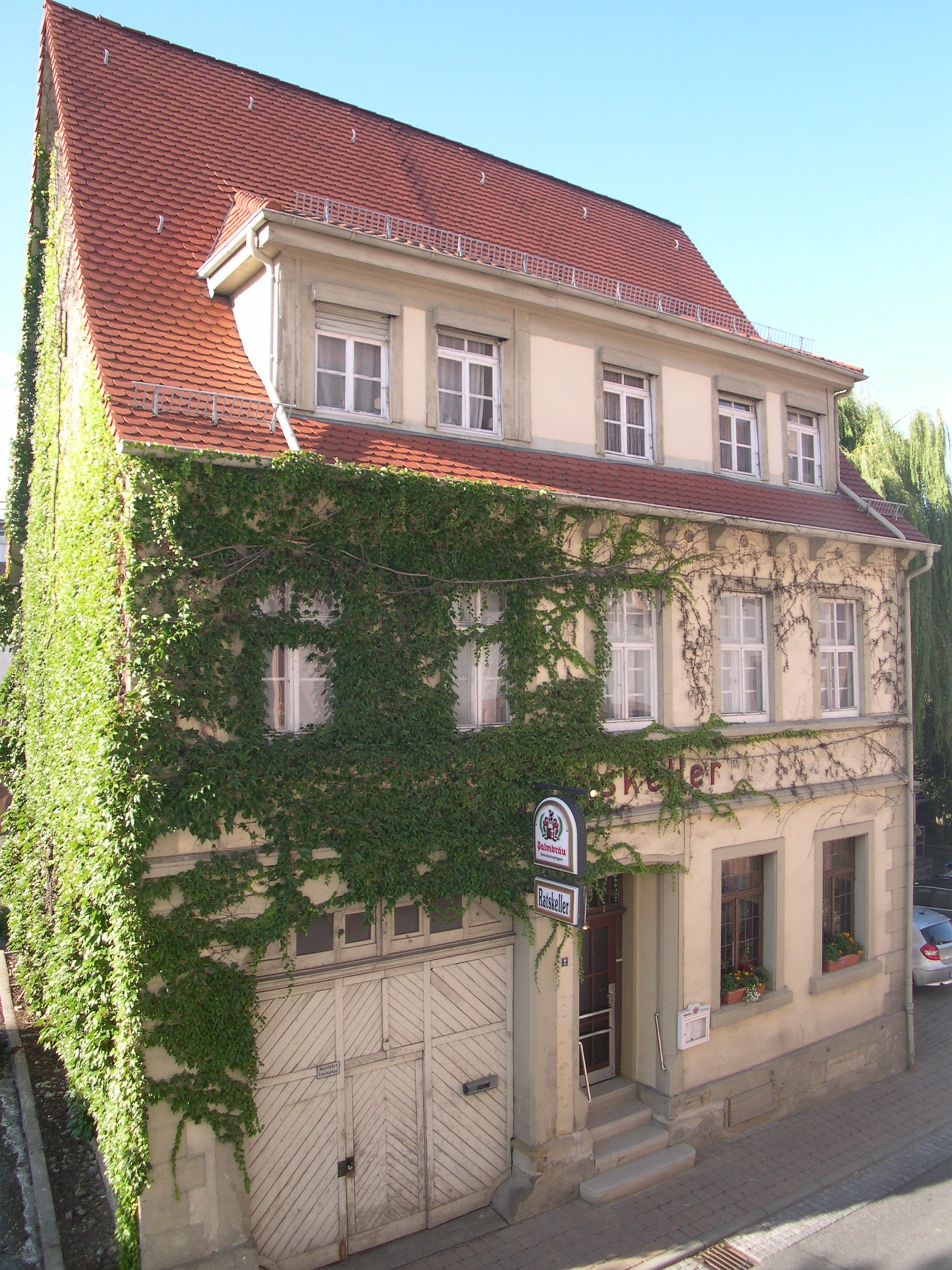
Gasthaus Ratskeller in Eppingen, Geburtsort von Selma Rosenfeld

Ihre Eltern Ludwig und Regina Rosenfeld geborene Freudenthaler hatten es zu einem beachtlichen Wohlstand gebracht und waren Besitzer des Gasthauses Ratskeller in Eppingen. Beider Vorfahren entstammten jüdischen Familien, die schon lange im Kraichgau lebten. Der Vater Ludwig Rosenfeld (* 16. Januar 1857 in Hoffenheim; † 29. November 1922 in Eppingen) war Viehhändler. Die Mutter Regina geborene Freudenthaler (* 23. August 1862 in Richen; † ?) stammte aus einer Kaufmannsfamilie in Richen. Selma Rosenfeld hatte drei Geschwister: Mina (* 8. Dezember 1889 in Hoffenheim), Adolf (* 23. März 1891 in Hoffenheim) und Julius (* 30. September 1900 in Eppingen).
Im Juli 1908 machte sie ihren Abschluss an der Realschule Eppingen; darauf folgte die vierjährige Ausbildung am Lehrerinnenseminar Prinzessin-Wilhelmine-Stift in Karlsruhe. Die Prüfung bestand sie im Juli 1912. Anschließend bekam sie eine Anstellung als Hilfslehrerin im badischen Staatsdienst. Sie unterrichtete zunächst in Lahr, dann in Randegg und in Bodersweier. Ab März 1918 unterrichtete sie für kurze Zeit in Gemmingen und ab Oktober des gleichen Jahres an der Volksschule in Eppingen.
Ab 1. Mai 1924 ließ sich Selma Rosenfeld für einen Studienaufenthalt in den Vereinigten Staaten beurlauben. Zunächst machte sie ihr Bachelor-Examen und schloss dann ihr Studium mit dem Master an der University of California in Berkeley ab. 1930 erhielt sie eine Anstellung als Professorin für Deutsch am Foreign Language Department des Los Angeles Junior College (später als Los Angeles City College bezeichnet).
Sie engagierte sich sowohl im 1930 gegründeten Mädchenchor für Studierende im Fach Deutsch bzw. für Studentinnen deutscher Herkunft und im German Club ihres Colleges.
Mit William Diamond zusammen gab sie zwei Lehrbücher für den Deutschunterricht in den USA heraus. Gleichzeitig hielt sie Vorträge über deutsche Schriftsteller. 1958 ging sie im Alter von 66 Jahren in den Ruhestand.

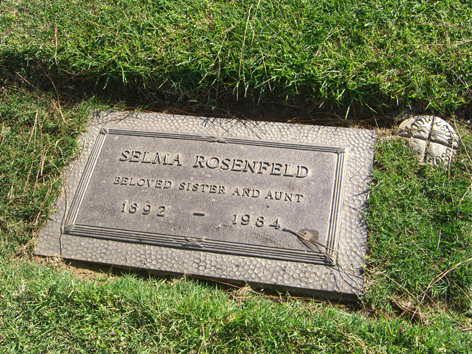
Grab von Selma Rosenfeld in Hollywood

Ihre Verwandten, die rechtzeitig dem Terror des Nationalsozialismus entfliehen konnten und nach Israel ausgewandert waren, versuchte sie nach Möglichkeit zu unterstützen. Selma Rosenfeld besuchte in den 1950er Jahren mehrmals ihren Geburtsort und hatte langjährigen Kontakt mit einigen Bewohnern von Eppingen. Auch das Erziehungswesen im Nachkriegsdeutschland interessierte sie, darüber hielt sie Vorträge in den USA.
Selma Rosenfeld starb am 3. November 1984 in Los Angeles und wurde dort auch bestattet. Zur Erinnerung an Selma Rosenfeld wurde die Realschule Eppingen 2008 in Selma-Rosenfeld-Realschule umbenannt.